# Espumógeno
Espumógeno hace referencia al elemento que mezclado con agua y aire genera espuma. 
Existen principalmente dos tipos: químicos y mecánicos. Cada uno de ellos tiene distintas concentraciones, las más comunes son 1%, 3% y 6%.

## Espumógenos mecánicos
Los Espumógenos Mecánicos, se dividen en 2 grupos.
- Los de Base proteínica, procedentes de animales.
- Los de Base sintética.

### Espumógenos de base proteínica
Dentro de los espumógenos de base proteínica podemos encontrar varios tipos:
- Proteínicos
- Fluoroproteínicos
- Fluoroproteínicos, formadores de película (FFFP)
- Fluoroproteínicos, formadores de película Antialcohol (FFFP - AR). Su uso principal es para fuegos de Hidrocarburos.

### Ventajas y desventajas
Principales Ventajas:
- Barato.
- Capa de espuma homogénea y estable.
- Capa de espuma resistente al calor.

Principales Desventajas:
- Es incompatible con el agente extintor, Polvo Químico Seco.
- Es incompatible con Disolventes Polares.
- Es incompatible con tanques de acero inoxidables o de aluminio.
- Es incompatible con tuberías de acero galvanizado.

- Datos: Q25409546